# Zygina roseipennis
Zygina roseipennis är en insektsart som först beskrevs av Tollin 1851.  Zygina roseipennis ingår i släktet Zygina och familjen dvärgstritar. Inga underarter finns listade i Catalogue of Life.